# Trachylepis ivensii
Trachylepis ivensii este o specie de șopârle din genul Trachylepis, familia Scincidae, descrisă de Bocage 1879. Conform Catalogue of Life specia Trachylepis ivensii nu are subspecii cunoscute.